# Sisowath Monivong
Sisowath Monivong (født 27. december 1875, død 24. april 1941) var konge af Cambodja fra 9. august 1927 til 24. april 1941.
Cambodja blev en fransk protektorat i 1863. Monivong var den yngre søn af tronfølgeren Sisowath, som besteg tronen i 1904. Monivong blev selv konge i 1927, men da den franske kolonialadministration kontrollerede landet, havde han igen magt. I 1941 blev Cambodja besat af Japan og Thailand.
Han blev efterfulgt af sin dattersøn Norodom Sihanouk.